# Штурлак Олександр Григорович
Олександр Григорович Штурлак (нар. 11 лютого 1962, Донецьк, УРСР) — радянський та український футболіст, захисник. «Футбольний функціонер» у так званій ДНР.

## Життєпис
Почав дорослу кар'єру в 1980 році в череповецькому «Будівельнику» у другій лізі. За два сезони взяв участь у 42 матчах.
У 1982 році повернувся в Донецьк й почав виступати за «Шахтар», але переважно грав за дубль. В основному складі «гірників» дебютував у Кубку СРСР 4 березня 1982 року в поєдинку проти воронезького «Факела», а в чемпіонаті країни — 8 квітня 1983 року в грі проти ленінградського «Зеніту». Всього в 1983-1985 роках зіграв за донецький клуб 10 матчів у вищій лізі. Став володарем Кубку СРСР 1983 року (у розіграші зіграв один матч на стадії півфіналу) і Кубку сезону 1984 року.
З 1985 року грав за клуби першої та другої ліг — «Шахтар» (Горлівка), «Колос» (Нікополь), «Ністру» (Кишинів), «Уралан» (Еліста).
В кінці 1987 року припинив кар'єру в командах майстрів і грав за колективи фізкультури Донецької області. Після розпаду СРСР провів один сезон у професіональному футболі в перехідній лізі України за «Гірник» (Гірне / Харцизьк).
На початку 2010-х років працював арбітром та інспектором на футзальних змаганнях. У 2015 році нагороджений почесною грамотою так званої Народної ради самопроголошеної ДНР «за особливий особистий внесок у розвиток футболу Донецької області і в ознаменування створення Футбольного союзу ДНР».